# Västerlösa landskommun
Västerlösa landskommun var en tidigare kommun i Östergötlands län.

## Administrativ historik
När 1862 års kommunalförordningar trädde i kraft inrättades i Sverige cirka 2 500 kommuner. Huvuddelen av dessa var landskommuner (baserade på den äldre sockenindelningen), vartill kom 89 städer och åtta köpingar. I Västerlösa socken i Vifolka härad i Östergötland inrättades då denna kommun.
Vid kommunreformen 1952 uppgick denna  i storkommunen Norra Valkebo landskommun som 1971 uppgick i Linköpings kommun.

## Politik

### Mandatfördelning i Västerlösa landskommun 1938-1946
| 9 | 8 |

| 17 |

| 9 | 8 |

| 17 |

| 9 | 6 | 2 |

| 17 |